# Víctor Moncada
Víctor Alfonso Moncada Ramírez (n. Tegucigalpa, Francisco Morazán, Honduras; 24 de febrero de 1990) es un futbolista hondureño. Juega de mediocampista y su equipo actual es el  Club Deportivo Génesis de la Liga Nacional de Honduras.

## Trayectoria

### Marathón
Fue inscrito por Marathón para disputar la Concacaf Liga Campeones 2009-10, pero no alcanzó a debutar en esa competición ni en la liga local. Su debut en la Liga Nacional de Honduras llegó durante el Torneo Clausura 2011 bajo la dirección técnica de José de la Paz Herrera. 

### Atlético Choloma
Posteriormente jugaría con Atlético Choloma, descendiendo a la Liga de Ascenso en el Clausura 2013, ante lo cual Moncada continuó respetando su contrato en el club cholomeño y jugó la Segunda División.

### Honduras Progreso
El 3 de diciembre de 2014 fue anunciado como refuerzo del Honduras Progreso, con este equipo consiguió su primer título en la Liga Nacional de Honduras durante el Apertura 2015.
El 15 de septiembre de 2016 hizo historia al anotar un doblete en el debut como local de Honduras Progreso en competiciones internacionales, en la victoria por 2 a 1 ante los Pumas de la UNAM por la Concacaf Liga Campeones 2016-17.

### Real España
El 13 de diciembre de 2016 se anunció su traspaso al Real España.

## Selección nacional
En 2013 fue convocado a la Selección de fútbol de Honduras en preparación para la Copa de Oro 2013, pero finalmente se quedó fuera de la nómina definitiva.

## Clubes
| Club              | País     | Año             |
| ----------------- | -------- | --------------- |
| Marathón          | Honduras | 2009 - 2012     |
| Atlético Choloma  | Honduras | 2013 - 2014     |
| Honduras Progreso | Honduras | 2015 - 2016     |
| Real España       | Honduras | 2017 - 2018     |
| Juticalpa FC      | Honduras | 2018 - 2019     |
| Lobos UPNFM       | Honduras | 2019 - 2021     |
| Juticalpa FC      | Honduras | 2021            |
| Real Juventud     | Honduras | 2021 - 2022     |
| Génesis           | Honduras | 2022 - Presente |

## Estadísticas
Actualizado el 10 de abril de 2015
| Club                       | Temporada | Div.  | Liga | Liga | Copa Nacional | Copa Nacional | Copa Internacional | Copa Internacional | Total | Total |
| Club                       | Temporada | Div.  | PJ   | G    | PJ            | G             | PJ                 | G                  | PJ    | G     |
| -------------------------- | --------- | ----- | ---- | ---- | ------------- | ------------- | ------------------ | ------------------ | ----- | ----- |
| Marathón Honduras          |           |       |      |      |               |               |                    |                    |       |       |
| 2010/11                    | 1.ª       | 1     | 0    | -    | -             | 0             | 0                  | 1                  | 0     |       |
| 2011/12                    | 1.ª       | 10    | 0    | -    | -             | -             | -                  | 10                 | 0     |       |
| 2012/13                    | 1.ª       | 0     | 0    | -    | -             | 0             | 0                  | 0                  | 0     |       |
| Total                      | Total     | 11    | 0    | 0    | 0             | 0             | 0                  | 11                 | 0     |       |
| Atlético Choloma Honduras  |           |       |      |      |               |               |                    |                    |       |       |
| 2012/13                    | 1.ª       | 17    | 1    | -    | -             | -             | -                  | 17                 | 1     |       |
| Total                      | Total     | 17    | 1    | 0    | 0             | 0             | 0                  | 17                 | 1     |       |
| Honduras Progreso Honduras |           |       |      |      |               |               |                    |                    |       |       |
| 2014/15                    | 1.ª       | 9     | 2    | -    | -             | -             | -                  | 9                  | 2     |       |
| 2015/16                    | 1.ª       | 15    | 0    | -    | -             | -             | -                  | 15                 | 0     |       |
| 2016/17                    | 1.ª       | 7     | 2    | -    | -             | 2             | 2                  | 9                  | 4     |       |
| Total                      | Total     | 31    | 4    | 0    | 0             | 2             | 2                  | 33                 | 6     |       |
| Total                      | Total     | Total | 48   | 2    | 0             | 0             | 0                  | 0                  | 48    | 2     |

## Palmarés

### Campeonatos nacionales
| Título          | Club              | País     | Año  |
| --------------- | ----------------- | -------- | ---- |
| Torneo Apertura | Honduras Progreso | Honduras | 2015 |